# Gare de Quiévrain
La gare de Quiévrain est une gare ferroviaire belge de la ligne 97, de Mons à Quiévrain (frontière), située sur le territoire de la commune de Quiévrain dans la province de Hainaut en Région wallonne.
Elle est mise en service en 1842 par l'administration des chemins de fer de l'État belge et son bâtiment daterait de 1864. C'est une gare de la Société nationale des chemins de fer belges (SNCB) desservie par des trains InterCity (IC), Omnibus (L) et Heure de pointe (P).

## Situation ferroviaire
Établie à 30 mètres d'altitude, la gare terminus de Quiévrain est située au point kilométrique (PK) 19,200 de la ligne 97, de Mons à Quiévrain (frontière), après la gare de Thulin.
C'était une gare frontière prolongée par un tronçon (désormais hors service) rejoignant la frontière et la ligne de Valenciennes à Blanc-Misseron (frontière) ainsi qu'une gare de bifurcation, aboutissement de la ligne 98, de Mons à Quiévrain (hors service).

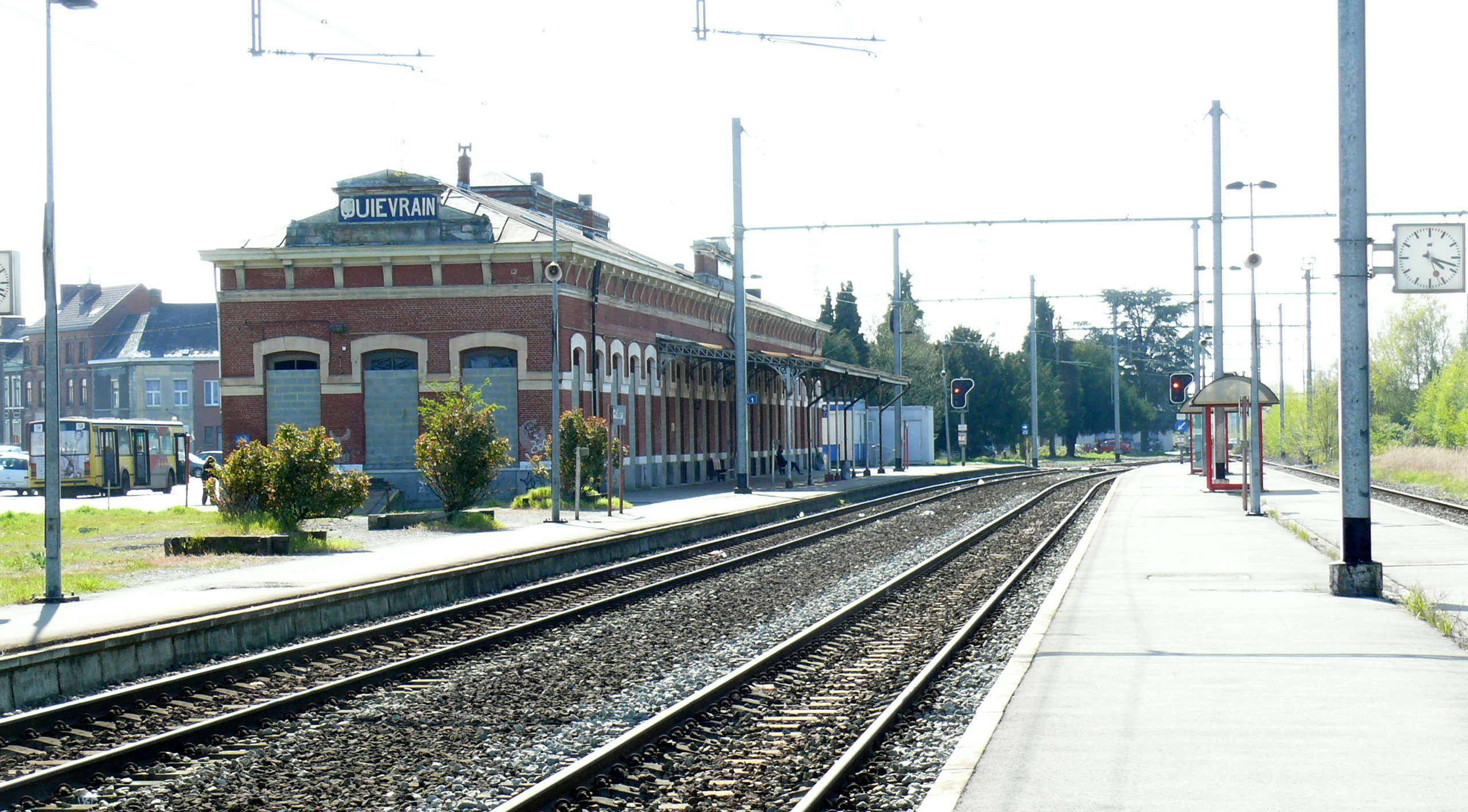
Le bâtiment de la gare.

## Histoire
La station de Quiévrain est mise en service le 7 août 1842, lors de l'inauguration de la ligne de Mons à Quiévrain en présence de Léopold Ier roi des Belges, le bourg compte alors 2 000 habitants. Seuls les bureaux et les magasins nécessaires à l'exploitation sont opérationnels, sur les quatre hectares du site les travaux se poursuivent. Ils concernent notamment la pose d'une deuxième voie et la construction des installations douanières dont le personnel vient de passer de 11 à 20. Le chantier du tronçon rejoignant la frontière avec la France est déjà bien avancé mais les Français ont pris du retard, seul le tronçon de Valenciennes à la station provisoire de Saint-Saulve est en cours de réalisation. Pour profiter quand même du nouveau chemin de fer, un service d'omnibus s'organise entre Valenciennes et la gare de Quiévrain. Le tronçon de Quiévrain à la frontière de France (900 mètres) est inauguré le 14 novembre 1842. Mais il n'y a pas de liaison avec le réseau français, la ligne au sud de Valenciennes étant encore en travaux.
Par l'arrêté royal du 3 avril 1843, il est créé un bureau de douanes dans la station en remplacement du bureau provisoire installé au village. Ses attributions pour le transport des marchandises sont : les déclarations à l'entrée et de dernière visite à la sortie ; de déchargement, de vérification et de payement ; de transit à l'importation et à l'exportation. Il est également ouvert à l'importation pour la consommation et à l'introduction en transit des fils de lin ou de chanvre en provenance française.
Le 15 juin 1846, la ligne du nord française et ouverte à l'exploitation par la Compagnie du chemin de fer du Nord, elle permet de relier Bruxelles et Paris en passant par Mons, la gare frontière de Quiévrain et la gare française de Valenciennes.
En 1857, Auguste Perdonnet décrit les bâtiments comme étant « provisoires et peu commodes », néanmoins il concède qu'ils permettent d'abriter indépendamment : « des bureaux pour le chef de gare et pour la distribution des billets, des locaux pour les salles d'attente, pour un buffet et pour la visite de la douane, un bureau de police et un magasin de douane ».
Le 20 mai 1863, le ministre des travaux publics fait procéder, dans la salle d'attente de la gare de Bruxelles-Nord, à la « mise en adjudication publique de l'entreprise de travaux pour la mise sous toit d'un bâtiment des recettes avec dépendances dans la station de Quiévrain ». Le coût de cette construction est estimé à 72 517 francs. Le 2 novembre 1864 est mise en adjudication la réalisation des travaux de parachèvement (peinture, garniture, menuiserie, etc.) du bâtiment de la gare.
En 1868, Victor Hugo, réfugié en Belgique, raccompagne jusqu'à la gare frontière le corps de son épouse Adèle Foucher.
Le bâtiment voyageurs, monumental, (édifié vers 1867 selon le cadastre), et la halle marchandise sont désaffectés, un petit bâtiment préfabriqué implanté sur le côté du bâtiment d'origine accueille les voyageurs et assure la vente des billets.
La gare était également le terminus de la ligne 98 (Mons via Warquignies et Dour), elle est l'une des extrémités du Ravel reprenant le tracé de la ligne 98.
La section Blanc-Misseron (Quiévrechain) - Quiévrain est fermée au trafic voyageurs depuis le 3 juin 1984 et au fret depuis le 15 avril 1992, faisant de la gare de Quiévrain le terminus de la ligne, qui ne sort plus désormais de Belgique.
La gare était en correspondance avec les tramways vicinaux de la SNCV, et constituait le terminus, de 1880 à 1939, d'une des lignes du tramway de Valenciennes. Il est d'ailleurs envisagé que l'un des terminus de la future ligne 2 du nouveau réseau du tramway de Valenciennes soit à nouveau en gare de Quiévrain.
En 2010, le Groupe SNCB a présenté des plans pour réaménager le plateau de la gare et rénover le bâtiment principal, lequel est néanmoins toujours muré état en 2020, lorsque la SNCB décide de le mettre en vente. Le mauvais état de la gare et des problèmes récurrents de ponctualité sur la ligne 97 suscitent régulièrement la colère des usagers.

## Service des voyageurs

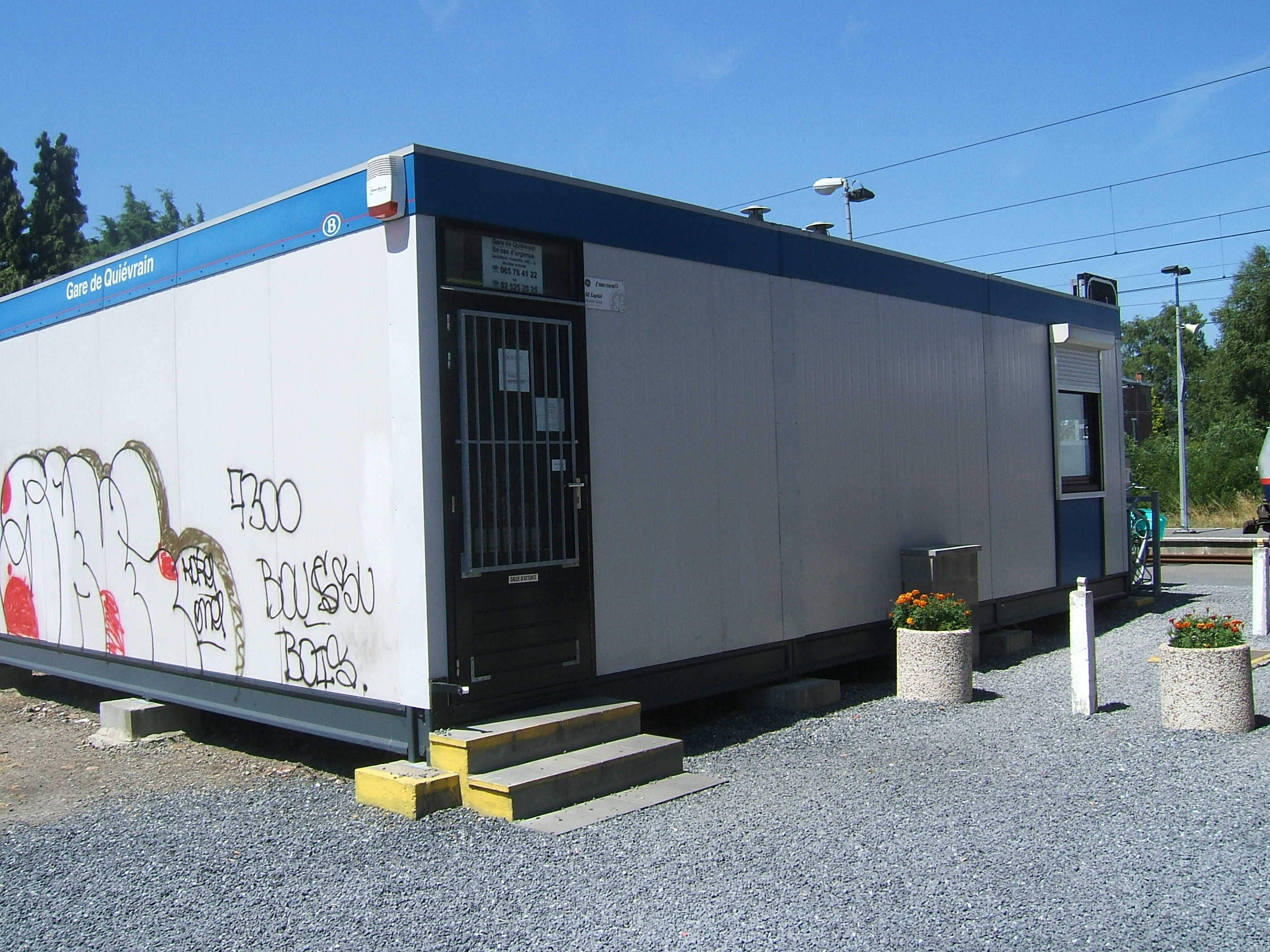
Le mobile-home qui faisait office de bâtiment voyageurs.

### Accueil
Gare SNCB, elle disposait d'un bâtiment voyageurs installé dans un mobile home (depuis la fermeture de l'ancien bâtiment voyageurs), avec guichet, ouvert du lundi au vendredi et fermé les samedis et dimanches. En 2023, ce mobile home n'est plus présent, un distributeur automatique de billets a été installé.

### Desserte
Quiévrain est desservie par des trains Intercity (IC), Omnibus (L) et Heure de pointe (P) de la SNCB, qui effectuent des missions sur la ligne 97 : Saint-Ghislain - Quiévrain (voir brochure SNCB).
En semaine, la desserte repose sur des trains IC-14 (cadencés à l'heure) effectuant le trajet Quiévrain - Mons - Braine-le-Comte - Bruxelles-Midi - Louvain - Liège-Guillemins. S'ajoutent aux heures de pointe :
- deux trains P Quiévrain - Schaerbeek et un Quiévrain - Saint-Ghislain, le matin
- un train P venant Schaerbeek - Quiévrain et un Mons - Quiévrain.

Les week-ends et jours fériés, la desserte comprend uniquement des trains L Quiévrain - Mons.

### Intermodalité
Un parc pour les vélos et un parking pour les véhicules y sont aménagés.
La gare est desservie par plusieurs lignes de bus du TEC Hainaut. Elle est également desservie par la ligne 5 du réseau français Transvilles.

## Comptage voyageurs
Ce graphique et tableau montre le nombre de voyageurs embarquant en moyenne durant la semaine, le samedi et le dimanche.
| Nombre de passagers qui embarquent à la gare de Quiévrain | Nombre de passagers qui embarquent à la gare de Quiévrain | Nombre de passagers qui embarquent à la gare de Quiévrain | Nombre de passagers qui embarquent à la gare de Quiévrain |
|                                                           | Semaine                                                   | Samedi                                                    | Dimanche                                                  |
| --------------------------------------------------------- | --------------------------------------------------------- | --------------------------------------------------------- | --------------------------------------------------------- |
| 1977                                                      | 774                                                       | 200                                                       | 162                                                       |
| 1978                                                      | 729                                                       | 192                                                       | 140                                                       |
| 1979                                                      | 773                                                       | 170                                                       | 126                                                       |
| 1980                                                      | 806                                                       | 222                                                       | 161                                                       |
| 1981                                                      | 783                                                       | 221                                                       | 165                                                       |
| 1982                                                      | 808                                                       | 195                                                       | 163                                                       |
| 1983                                                      | 758                                                       | 175                                                       | 166                                                       |
| 1984                                                      | 786                                                       | 179                                                       | 182                                                       |
| 1985                                                      | 830                                                       | 224                                                       | 189                                                       |
| 1986                                                      | 814                                                       | 220                                                       | 163                                                       |
| 1987                                                      | 746                                                       | 230                                                       | 160                                                       |
| 1988                                                      | 749                                                       | 164                                                       | 171                                                       |
| 1989                                                      | 635                                                       | 128                                                       | 161                                                       |
| 1990                                                      | 854                                                       | 173                                                       | 155                                                       |
| 1991                                                      | 531                                                       | 179                                                       | 180                                                       |
| 1992                                                      | 823                                                       | 185                                                       | 185                                                       |
| 1993                                                      | 710                                                       | 141                                                       | 152                                                       |
| 1994                                                      | 719                                                       | 172                                                       | 190                                                       |
| 1995                                                      | 686                                                       | 171                                                       | 100                                                       |
| 1996                                                      | 681                                                       | 160                                                       | 127                                                       |
| 1997                                                      | 748                                                       | 163                                                       | 123                                                       |
| 1998                                                      | 649                                                       | 156                                                       | 142                                                       |
| 1999                                                      | 894                                                       | 133                                                       | 124                                                       |
| 2000                                                      | 613                                                       | 162                                                       | 123                                                       |
| 2001                                                      | 1 258                                                     | 152                                                       | 135                                                       |
| 2002                                                      | 758                                                       | 147                                                       | 129                                                       |
| 2003                                                      | 681                                                       | 193                                                       | 148                                                       |
| 2004                                                      | 629                                                       | 188                                                       | 126                                                       |
| 2005                                                      | 721                                                       | 200                                                       | 162                                                       |
| 2006                                                      | 808                                                       | 168                                                       | 128                                                       |
| 2007                                                      | 574                                                       | 204                                                       | 180                                                       |
| 2008                                                      | -                                                         | -                                                         | -                                                         |
| 2009                                                      | 530                                                       | 176                                                       | 171                                                       |
| 2010                                                      | -                                                         | -                                                         | -                                                         |
| 2011                                                      | -                                                         | -                                                         | -                                                         |
| 2012                                                      | 537                                                       | 201                                                       | 254                                                       |
| 2013                                                      | 518                                                       | 150                                                       | 146                                                       |
| 2014                                                      | 525                                                       | 170                                                       | 167                                                       |
| 2015                                                      | 472                                                       | 174                                                       | 140                                                       |
| 2016                                                      | 406                                                       | 132                                                       | 130                                                       |
| 2017                                                      | 492                                                       | 199                                                       | 197                                                       |
| 2018                                                      | 362                                                       | 233                                                       | 108                                                       |
| 2019                                                      | 403                                                       | 165                                                       | 183                                                       |
| 2020                                                      | 261                                                       | 146                                                       | 111                                                       |
| 2021                                                      | -                                                         | -                                                         | -                                                         |
| 2022                                                      | 364                                                       | 157                                                       | 152                                                       |
| 2023                                                      | 418                                                       | 243                                                       | 238                                                       |
| 2024                                                      | 364                                                       | 248                                                       | 140                                                       |

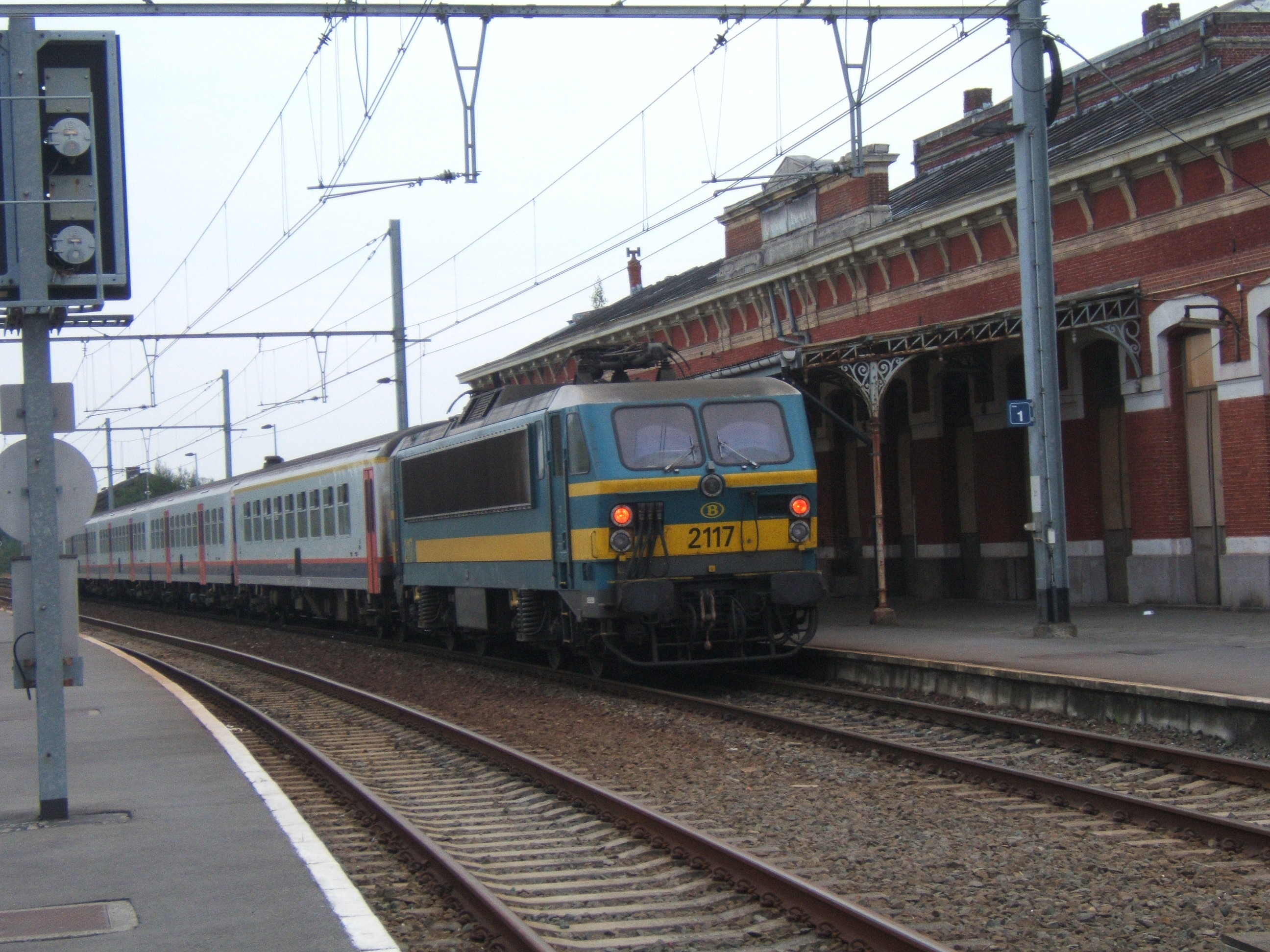
Rame InterCity au départ.
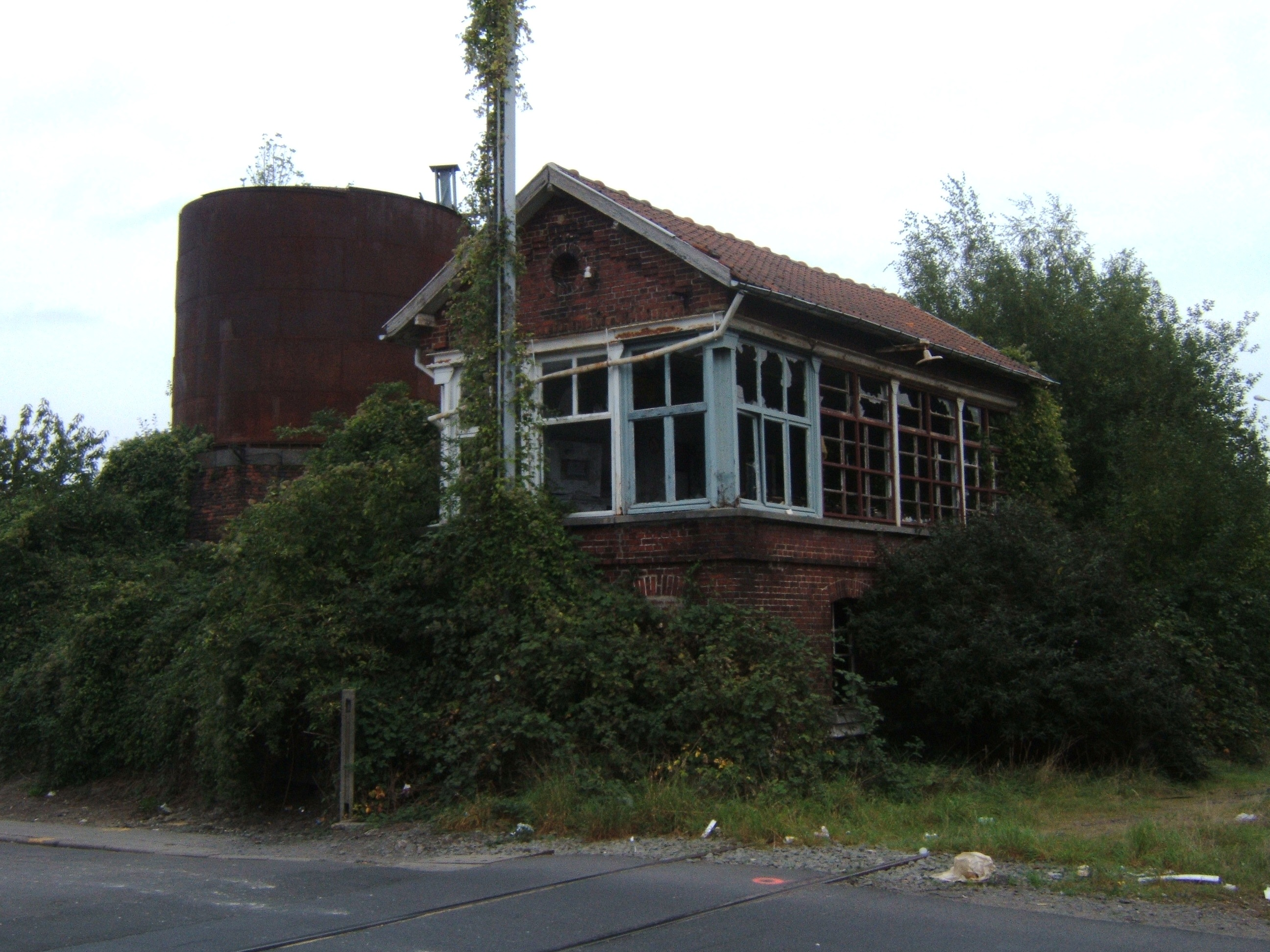
La cabine de signalisation et le château d'eau subsistent, côté français.
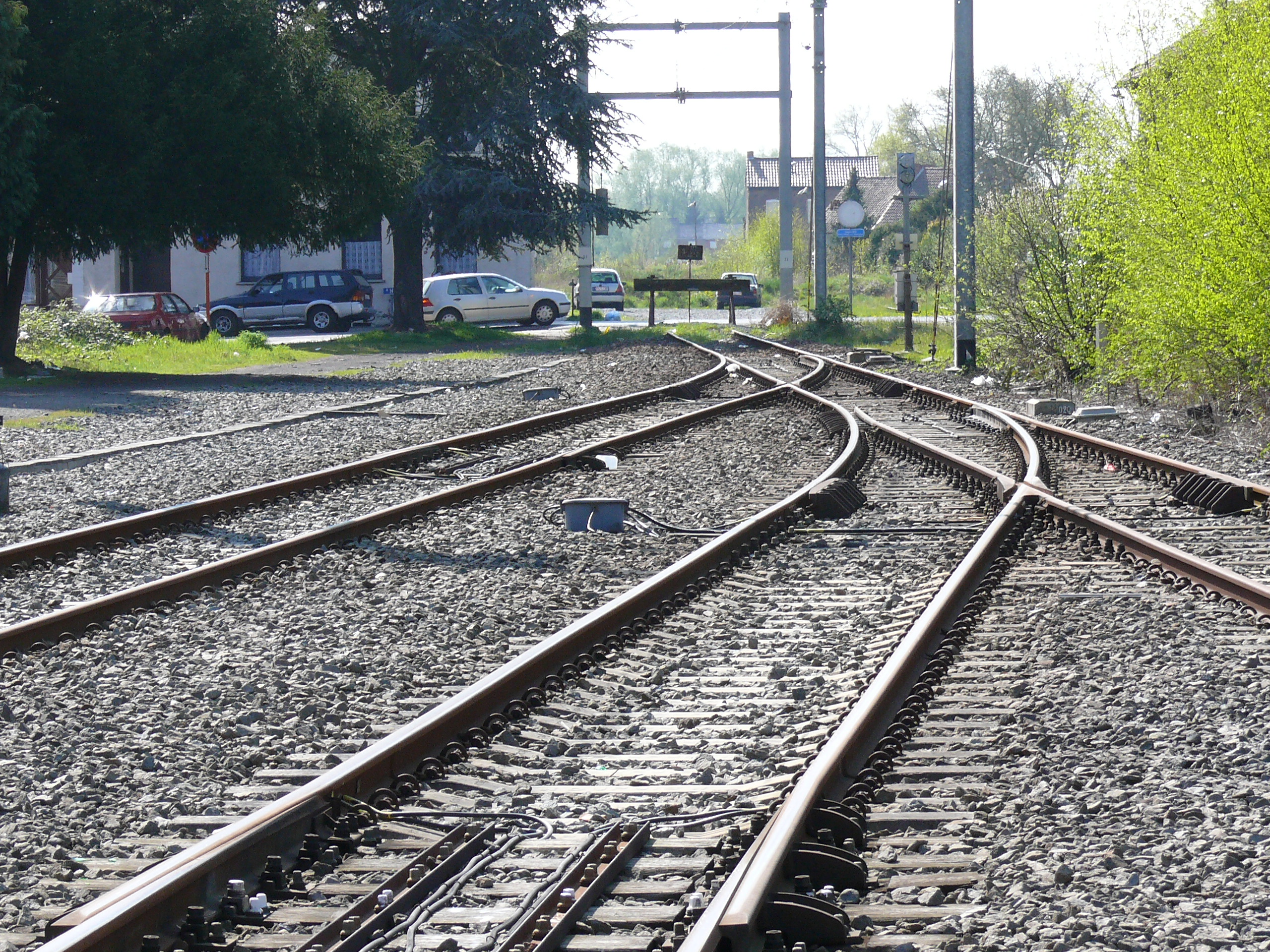
Un heurtoir ferme la voie, côté France.
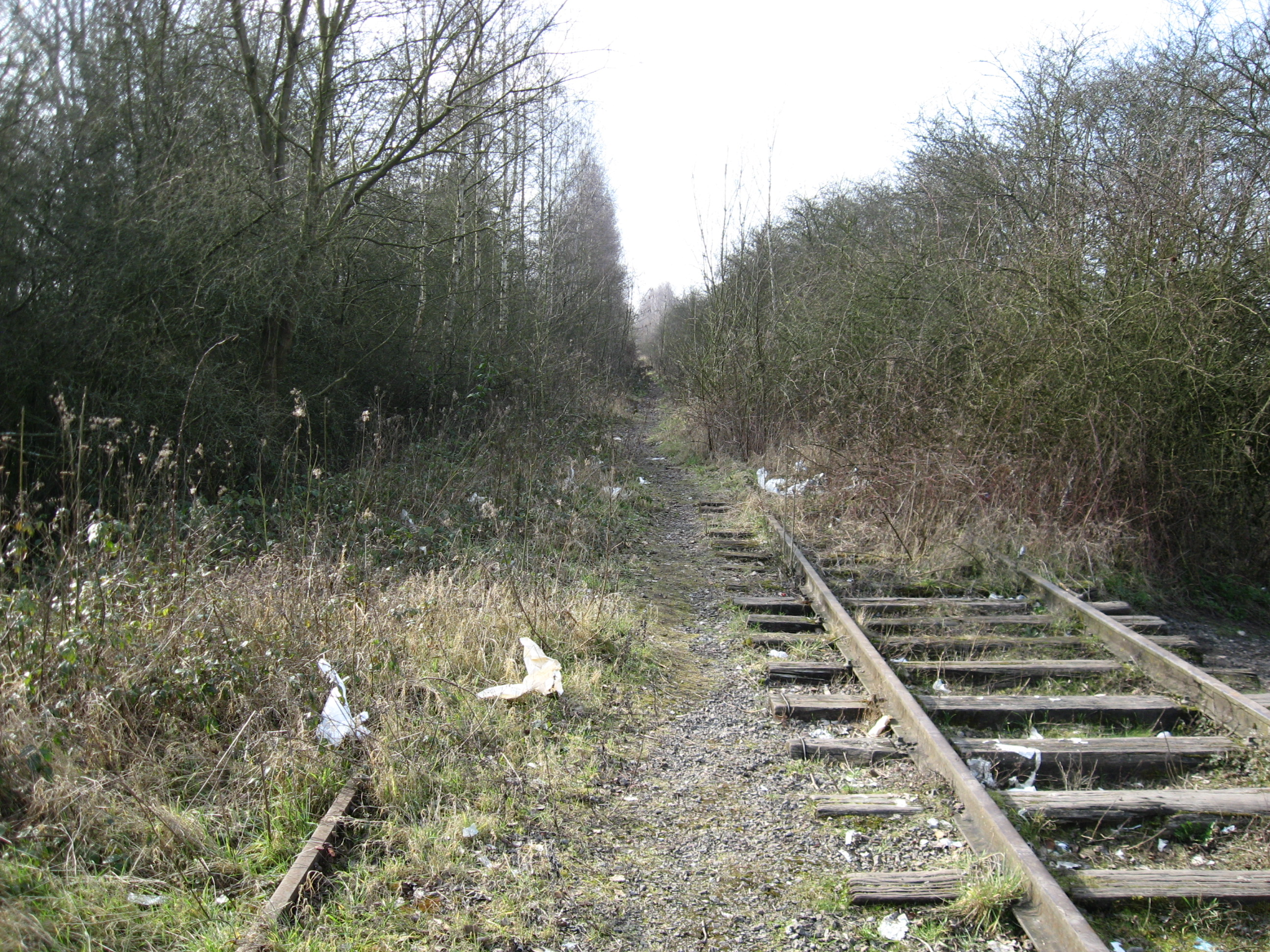
Au-delà du heurtoir, des vestiges de la voie subsistent.

## Expression « outre-Quiévrain »
La gare est à l'origine de cette expression qui désigne la Belgique depuis la France (et inversement). Au XIXe siècle et jusqu'à la Première Guerre mondiale, Quiévrain était la gare frontière de la ligne de Paris à Bruxelles. Les convois s'arrêtaient et les voyageurs étaient soumis au contrôle de la douane, installée dans une aile du bâtiment. Passé la gare, on était « outre-Quiévrain »,.